# Britta Simonsson-Örtenholm
Gerda Britta Simonsson-Örtenholm, född Simonsson den 26 januari 1911 i Stockholm, död den 30 april 1993 i Stockholm, var en svensk målare.
Hon utbildade sig vid Tekniska skolan 1928–1931, Reimannschule i Berlin 1931–1932, Maj Brings målarskola 1933–1934, vid Kungliga Konsthögskolan 1934–1939 samt hos Grünewalds målarskola och genom självstudier under ett stort antal studieresor till bland annat Italien, Tyskland, Belgien och Nederländerna. Hon började måla i impressionisternas efterföljd med motiven återgivna i en raffinerad kolorit. Separat ställde hon ut på bland annat Modern konst i hemmiljö 1942, Konstnärshuset 1947 och på Lilla Galleriet 1959 i Stockholm. Tillsammans med Edith Fischerström och Stig Åkervall ställde hon ut i Skövde 1951 och tillsammans med sin man i Växjö, Skövde och Borås. Hon medverkade i flera av HSB:s utställningar God konst i alla hem under 1940- och 1950-talen samt i Sveriges allmänna konstförening salonger i Stockholm, Svenska konstnärernas förenings utställningar på Konstakademien och Göteborgs konsthall samt utställningen Nordiska konstnärinnor på Liljevalchs konsthall och en rad grupputställningar på Lilla Galleriet. Hon tilldelades Stockholm stads kulturstipendium 1964. Hon målade porträtt, figurkompositioner, interiörer, landskap, blommande fruktträd och stilleben i en ljus färgskala.
Hon blev prisbelönt i en tävling 1956 för konst på T-centralen i Stockholm. Utsmyckningen utfördes 1960 på  Hagsätra tunnelbanestation i Stockholm. Den består av en väggmosaik i milda färger med musiktema och benämns Melodin som kom bort alternativt Flöjtblåsarna. Hon utförde även en väggmålning i Kumla fångvårdsanstalt 1966.
Simonsson-Örtenholm finns representerad i Moderna museet, Arkivmuseum, Arkiv för dekorativ konst i Lund och Smålands museum.
Hon var dotter till disponent Otto Simonsson och hans hustru Gerda, född Schuberth. Hon gifte sig 1950 med konstnären Götrik Örtenholm i hans andra gifte. De är gravsatta i minneslunden på Maria Magdalena kyrkogård i Stockholm.